# South Holland (Illinois)
South Holland – wieś w Stanach Zjednoczonych, w stanie Illinois, w hrabstwie Cook.